# Is This the Life We Really Want?
Is This the Life We Really Want? é o quarto álbum solo do cantor e compositor inglês Roger Waters, lançado em 2 de junho de 2017 pela Columbia Records. Foi produzido por Nigel Godrich, que insistiu que Waters fizesse um álbum mais conciso e menos teatral. Foi o primeiro álbum solo de Waters desde Amused to Death (1992), e seu primeiro trabalho de estúdio desde a ópera Ça Ira (2005).

## Gravação
Is This the Life We Really Want? foi gravado em Los Angeles e Londres. Foi produzido por Nigel Godrich, conhecido por seus trabalhos com o Radiohead. Nigel conheceu Waters quando produziu o álbum ao vivo de 2015, Roger Waters: The Wall. Embora Waters não tivesse ouvido o trabalho de Godrich com o Radiohead, eles se deram bem e conversaram sobre a possibilidade de trabalharem juntos. Godrich, fã do trabalho de Waters com o Pink Floyd, foi franco com Waters, dizendo-lhe que achava alguns de seus trabalhos solo "inaudíveis". No entanto, ele ficou seguro de que Waters "ainda tinha o que fazer" depois de ouvir sua demo de "Déjà Vu".
Godrich queria criar um álbum mais simples para mostrar Waters como "o poeta". Ele sentiu que a criatividade de Waters havia sido revigorada pela turnê Wall Live e que seu papel como produtor era "empurrá-lo um pouco". Ele incentivou Waters a fazer um disco conciso, lembrando-o de que o álbum The Dark Side of the Moon, do Pink Floyd, de 1973, tem apenas 43 minutos de duração. Ao contrário da maioria dos trabalhos de Waters, Waters não coproduziu o disco; ele disse: "[Godrich] fez um trabalho brilhante... Sentei-me sobre minhas mãos com os lábios fechados. Você alugou esse cachorro, deixe-o trabalhar." Godrich usou extensivamente loops de fita e sons encontrados para criar intervalos entre as faixas. Ele também é creditado pelos arranjos, colagens sonoras, teclados, guitarra e mixagem.

## Lançamento
Is This the Life We Really Want? foi lançado em 2 de junho de 2017 pela Columbia Records. Foi o primeiro álbum solo de Waters desde Amused to Death (1992). O álbum alcançou o número 3 na parada de álbuns do Reino Unido e o número 11 nos Estados Unidos, antes de sair das paradas americanas em quatro semanas. Dele saíram quatro singles: "Smell the Roses", lançado em 20 de abril, "Déjà Vu", lançado em 8 de maio, "The Last Refugee", lançado em 19 de maio, e "Wait for Her", lançado em 19 de julho de 2017. O álbum foi impedido de ser lançado na Itália depois que o artista Emilio Isgrò alegou que a arte da capa plagiava seu trabalho.

## Faixas
| N.º | Título                                 | Duração |  |
| 1.  | "When We Were Young"                   | 1:38    |  |
| 2.  | "Déjà Vu"                              | 4:27    |  |
| 3.  | "The Last Refugee"                     | 4:12    |  |
| 4.  | "Picture That"                         | 6:47    |  |
| 5.  | "Broken Bones"                         | 4:57    |  |
| 6.  | "Is This the Life We Really Want?"     | 5:55    |  |
| 7.  | "Bird in a Gale"                       | 5:31    |  |
| 8.  | "The Most Beautiful Girl In The World" | 6:09    |  |
| 9.  | "Smell the Roses"                      | 5:15    |  |
| 10. | "Wait for Her"                         | 4:56    |  |
| 11. | "Oceans Apart"                         | 1:07    |  |
| 12. | "A Part of Me Died"                    | 3:12    |  |

## Ficha técnica
- Roger Waters – vocais, violão, baixo
- Nigel Godrich – produção musical, teclados, guitarras, efeitos sonoros, arranjos
- Gus Seyffert – guitarras, teclados, baixo
- Jonathan Wilson – guitarras, teclados
- Roger Joseph Manning, Jr. – teclados
- Lee Pardini – teclados
- Joey Waronker – bateria
- Jessica Wolfe – vocais de apoio
- Holly Laessig – vocais de apoio